# Puget Sound Gunners FC
El Puget Sound Gunners fue un equipo de fútbol de los Estados Unidos que jugó en la USL Premier Development League, la cuarta liga de fútbol más importante del país.

## Historia
Fue fundado el 29 de noviembre del año 2010 en la ciudad de Everett, Washington con el nombre North Sound SeaWolves como uno de los equipos de expansión de la USL Premier Development League para la temporada 2011 en reemplazo del Yakima Reds, quien desapareció luego de estar 10 años en la liga.
Su primer partido oficial fue el 7 de mayo del 2011 ante el Washington Crossfire, el cual terminó 0-0 y el 16 de enero del 2013 cambiaron su nombre por el que tienen actualmente tras firmar una relación de cooperación con el Issaquah SC.
El equipo desapareció al finalizar la temporada 2015 y le vendió la franquicia al Victoria Highlanders para su regreso a la liga.

## Estadios
- Goddard Memorial Stadium; Everett, Washington (2011)
- Edmonds Stadium; Edmonds, Washington (2012–)

## Entrenadores
- Alex Silva (2011–)